# 埃爾塔寧級破冰貨船
埃爾塔寧級貨船（也可譯為天棓四級）是一款於1950年代中期開始建造的貨船，相較於同級其他貨船，該級貨船具有破冰能力，也因此在僅服役5年後，就將該級的首號艦及三號艦改裝成海洋研究船，並派往南極與北極執行探測任務直到1990年。

## 改裝
埃爾塔寧級於埃文代爾造船廠建成後，便被劃入美國軍事海運司令部底下，然而在服役數年後就因為對極地探索的需求而於1961年在紐約造船廠對埃爾塔寧號進行改裝，包括將艙空間全面改造成配備先進儀器的實驗室與舒適的科研人員艙房，並在甲板上增建了多間擴展實驗室，形成立體化的科研工作空間。為了提升這艘研究船在惡劣海況下的作業能力，工程團隊特別加裝了當時最先進的減搖水艙系統，這項改造大幅改善了船隻在南極海域常見的狂浪中的穩定性。同時，設計師們還在甲板周邊增設了防護舷牆，確保科研人員在甲板作業時的安全。
在埃爾塔寧號改裝完成僅1年後，就發生了長尾鯊號沈沒事件，海軍也發現當時最新服役的詹姆斯·M·吉利斯號竟然無法在舷側使用重型探測機具，使探尋工程煞羽而歸。該次經驗使得美軍開始尋求重型海洋研究船，隨後便發現剛建成的米札爾號為非常優秀的改裝平台，除具備破冰能力外，對其姐妹艦的改造經驗也讓船廠對於改造計畫更嫻熟，並且該艦的船體也能改裝中央井。1964年米札爾號在尚未完成中央井改裝前，就成功尋獲沉沒潛艇，這更證實了需要具備重型吊裝與拖曳能力的遮蔽工作空間。

### 中央井
海軍研究實驗室根據先前配備中央井的狩獵號，開始進行改裝。中央井存在兩大問題：波浪衝擊導致艙壁受損需加固，以及波浪作用產生的氣壓使甲板艙門脫軌。米札爾號的二號艙口橫跨船體中央部位達34英尺（10.4米），使其具備穿透雙層底安裝中央井的條件。最終安裝的中央井長23英尺（7.0米）、寬10英尺（3.0米），首尾端呈弧形以減少內部波浪衝擊，龍骨處開口縮小至21英尺（6.4米）×8英尺（2.4米）。主甲板層配備由前後兩部分組成的平嵌式水密液壓門。三個直徑24英寸（61.0 cm）的電纜滑輪安裝在滑架內，可收放拖曳設備並延伸至龍骨下方，使12噸級重型設備能在完全遮蔽環境下作業。大型通氣管道可緩解艙門關閉時波浪產生的氣壓，所有操作設施均置於全天候防護艙內。在計畫確定後，米札爾號隨後於1965年底於費城海軍船塢進行中央井安裝。
1964年4月15日，米札爾號重新分類為AGOR-11型深海研究船，由軍事海運局營運，執行深海搜索與研究任務。該船配備暱稱「魚」的深海探測器，裝有閃光燈、攝影機、聲納和磁力儀，主要任務是海底研究及作為水下聲學、化學與生物研究的浮動基地。1963年9月因天氣惡劣暫停的長尾鯊號搜索任務，於1974年5月18日由新成立的第168.1特遣隊重啟，米札爾號的「魚」系統僅用數小時就定位到潛艇殘骸。

## 同級艦
| 艦名       | 舷號               | 造船廠         | 下水       | 服役       | 退役       | 結局 |
| ---------- | ------------------ | -------------- | ---------- | ---------- | ---------- | --- |
| 埃爾塔寧號 | T-AK-270/T-AGOR-8  | 埃文代爾造船廠 | 1957-01-16 | 1957-10    | 1974       | 於1974年租借給阿根廷並改名為 ARA Islas Orcadas.，並於1979年8月1日正式歸還，歸還後並無恢復現役，並於1991年11月22日出售拆解 |
| 米爾法克號 | T-AK-271           | 埃文代爾造船廠 | 1957-08-05 | 不詳       | 不詳       | 2003年7月17日於德州布朗斯維爾拆解                                                                                         |
| 米札爾號   | T-AGOR-11/T-AK-272 | 埃文代爾造船廠 | 1957-10-07 | 1958-03-07 | 1989-12-17 | 2005年7月21日於維吉尼亞州乞沙比克拆解                                                                                     |

## 補充
1. ↑  See Table 1 on page 3 of Bundage, NRL's Deep Sea Floor Search Era for mission list.

1. ↑  取自天棓四
2. ↑  為出租年份，因阿根廷歸還後並未重新服役，因此將出租年份視為退役年份
3. ↑  取自天船三
4. ↑  於1979年12月11日移交至後備艦隊，並於1995年1月1日移交至美國海事局
5. ↑  取自開陽

## 外部連結
- USNS Mizar (T-AGOR-11), NavSource Online: Service Ship Photo Archive
- AGOR Numeric List
- USNS Mizar (T-AGOR 11)
- Side view of the towed sled used by the Navy research ship Mizar in the search for the nuclear submarine USS Scorpion (SSN-589).